# Каджуни

прапор Акадіани

Каджу́ни (англ. Cajuns — ке́йдженз; самоназва фр. Cadiens — кадья́н) — своєрідна за культурою та походженням субетнічна група, представлена переважно в південній частині штату Луїзіана, також звана як Акадіана (близько 400 тис.), а також у прилеглих округах південного Техасу (близько 100 тис.) й Міссісіпі (30 тис.). Культура каджунів називається кейджен або кейдж.
За походженням каджуни — одна з груп франкоканадців, а точніше акадійців, депортованих британцями з Акадії в 1755–1763 роках. Власне слово cadjin (в англійському написанні — cajun) — це спотворене франко-креольське  Cadien  (від фр. Acadien — «акадійський»).

Каджунські парафії в Луїзіані (Акадіана). Більша чисельність відзначена темним кольором

Зараз, разом зі спорідненими франко-креолами, це найбільша етномовна меншість у Луїзіані, що становить близько 4 % населення штату, чиї мовні права мають часткове офіційне визнання в штаті. Більшість каджунів розмовляють англійською, але зберігають при цьому прихильність своєї культури, способу життя й особливо національної кухні. Розмовляють також каджунським діалектом французької мови, каджунською англійською, стандартною французькою.

## Історія
Депортація акадійців привела до виникнення акадійської діаспори у багатьох регіонах світу. Всього з 1755 по 1763 рр. за наказом британського губернатора Чарльза Лоренса було депортовано понад 10 000 мешканців колишніх французьких територій (Акадія та Нова Шотландія) в Атлантичній Канаді. Більше половини з них загинуло в трюмах кораблів, які перевозили їх у в'язниці британських колоній на території нинішніх США і навіть на Фолклендські острови. Частина з них (понад 3000) перемістилася на територію Луїзіани, де їх, католиків, вітала іспанська адміністрація й численне французьке і франкокреольське населення Нового Орлеана. Пізніше в сільських районах Луїзіани утворилася особлива етнографічна група.
Купівля Луїзіани США після 1803 року, привела до поступового наростання напруги між новими англомовними поселенцями й романомовними каджунами, які знову зазнали різкої дискримінації. Французька мова була незабаром заборонена для використання в освіті, і більшість каджунів асимілювалося зберігши культурну автономію.